# Vorhand und Rückhand

Beidhändige Rückhand beim Tennis, hier: Caroline Wozniacki (2008)

Rückhand und Vorhand bezeichnet eine Schlagtechnik bzw. Schlägerseite in verschiedenen Sportarten. Die Vorhand ist bei den meisten Spielern die bevorzugte Seite. Mit ihr können erheblich wuchtigere Schläge in Bezug auf Spin oder Tempo durchgeführt werden, da der Körper der Ausholbewegung weniger im Weg steht und diese auch ohne Körperbewegung maximal lang sein kann.
- Beim Tennis, Tischtennis, Badminton und ähnlichen Spielen bezeichnet die Rückhand das Spielen des Balles mit der Schlägerrückseite. Bei diesem Schlag ist der Handrücken dem Gegenspieler zugewendet.

- Für die Rückhand muss der Schläger beim Tennis in der Hand leicht gedreht werden („Hammergriff“), damit der Ball bei der Schwungbewegung senkrecht auf den Schläger trifft. Die beidhändige Rückhand ist inzwischen weit verbreitet, da sie aufgrund der Hebelwirkung eine höhere Schlaggeschwindigkeit ermöglicht und durch eine stabilere Schlägerhaltung ein nicht exaktes Treffen des Balls im Sweet Spot eher verzeiht. Die Nachteile der beidhändigen Rückhand sind eine etwas geringere Schlägerreichweite sowie die größere Zeitdauer, die sie benötigt, da die zweite Hand erst an den Schläger greifen muss, bevor mit der Ausholbewegung begonnen werden kann. Einige wenige Spieler spielen auch die Vorhand beidhändig.

- Beim Tischtennis ist die Rückhand-Schlägerseite oft mit einem anderen Belag ausgestattet, um der geringeren Reichweite und Schlagkraft gerecht zu werden.

- Im Hockey bezeichnet Rückhand nicht das Spiel mit der Schlägerrückseite, da dies beim Hockey nicht erlaubt ist (runde Seite). Daher muss der Spieler für die Rückhand den ganzen Schläger drehen. Eine Besonderheit ist die Argentinische Rückhand, welche auch auf der Rückhand einen sehr harten Schuss ermöglicht.

- Beim Eishockey bezeichnet die Rückhand ebenfalls das Spiel mit der Schlägerrückseite. Sowohl durch den ungünstigeren Bewegungsablauf als auch die Krümmung der Kelle des Eishockeyschlägers wird die Rückhand beim Eishockey nur zum Schuss genutzt, wenn es aus dem Spiel heraus erforderlich ist.